# Tofaş
Tofaş ("Türk Otomobil Fabrikası Anonim Şirket") er en tyrkisk bilfabrikant, som blev grundlagt i 1968 som et joint venture mellem Koç Holding og Fiat S.p.A. Begge parterne ejede hver over en tredjedel af firmaet.
Grundstenen til fabrikken i Bursa blev lagt den 4. april 1969, og den blev indviet den 12. februar 1971. Fabrikken var oprindeligt beregnet til en produktion på 20.000 biler årligt, og havde i starten 1.000 medarbejdere. I årene 2011 og 2012 blev der ved en svingende produktionsmængde mellem 80 % og 60 % fremstillet ca. 300.000 hhv. 250.000 biler om året, hvoraf en tredjedel var lette erhvervskøretøjer og 60 % blev eksporteret.

## Licensproduktion for Fiat
Fra starten fremstillede Tofaş biler fra den italienske bilfabrikant Fiat på licens. Den første model var baseret på Fiat 124, og blev under navnet Tofaş Serçe bygget frem til 1994. Senere blev også Fiat 131 bygget på licens under navnene Şahin (basismodel), Kartal (stationcar) og Doğan (luksusmodel). En modificeret version af Şahin blev frem til 2010 produceret af det etiopiske Holland Car under navnet DOCC 1600 cc.

## Bortfald af mærket Tofaş
I dag sælges ingen bilmodeller under varemærket Tofaş længere. Dog fremstiller fabrikken stadigvæk Fiat Siena og Fiat Marea. Produktionen af Fiat Palio og Fiat Albea sluttede i 2011.

## Forskning og udvikling
I 1994 grundlagde Tofaş et center for forskning og udvikling, som i 2006 udviklede en fælles bil til Fiat og PSA og senere også en ny Fiat Doblò, som også blev solgt som Opel og Vauxhall. For General Motors blev det den nye generation af Combo. Den førstnævnte model kom på markedet som Peugeot Bipper, Citroën Nemo og Fiat Fiorino. Begge modeller blev valgt til Van of the Year.

## Engagement
Firmaet engagerer sig i motorsport gennem Fiat Motorsports Turkey eller Tofaş Rally, og støtter projekter relateret til ungsport (basketball, bordtennis og volleyball).
Fabrikken har siden november 1998 været certifieret efter ISO 14001 (miljøbeskyttelsesretningslinjer), og kunne i januar 2002 smykke sig med en forlængelse af denne certificering. I lavt styktal er Tofaş-bilerne også blevet solgt i Tyskland gennem en forhandler i Frankfurt.

## Modeller

### Tofaş (Fiat-licens)
- Murat 124 (1971−1976)
- Murat 131 (1977−1981)
- Serçe (1983−1994)
- Şahin / Kartal / Doğan (1981−2002)

### Fiat
- Siena / Palio (1998−2002)
- Albea / Siena / Palio (2002−2011)
- Marea (1996−2007)
- Linea (2007−)
- Fiorino III / Qubo (2008−)
- Doblò I (2000−2009)
- Doblò II (2009−)

Desuden blev Fiat-modellerne Tipo, Tempra, Marea, Uno, Brava, Stilo og Bravo monteret.

### Citroën
- Nemo (2008−)

### Opel
- Combo D (2011−)

### Peugeot
- Bipper (2008−)